# 岸田忠氏
岸田 忠氏（きしだ ただうじ）は、安土桃山時代から江戸時代初期にかけての武将・大名。大和国岸田領主。実名は晴澄（はるずみ）とも。

## 生涯
はじめ大和国の戦国大名・筒井順慶に仕え、2,000石を領したが、筒井家が筒井定次の代に伊賀国へ転封となると、大和を治めた豊臣秀長や養子・秀保に仕えた。
秀保の死後は豊臣秀吉の家臣となり、大和山辺郡岸田（現在の奈良県天理市岸田町付近）において1万石を賜る。
慶長3年（1598年）8月、秀吉の死に際して遺物則重の刀を受領。
慶長5年（1600年）の関ヶ原の戦いでは西軍に属し、8月11日に東軍を撹乱するために三河国藤川に放火を試みるが失敗し、町民に武装を解除され、家臣の岸田弥右衛門が処刑された。9月15日の関ヶ原本戦では、豊臣秀頼配下の黄母衣衆として織田信高、伊藤盛正らと小西行長の陣営に加わり戦ったが敗れたため、改易となり、慶長6年（1601年）11月に陸奥国盛岡藩主・南部利直に預けられた。
元和元年（1616年）12月2日死去。享年70余。寺林（現在の花巻市石鳥谷町中寺林）の光林寺に葬られた。

## 子孫
子の右近も、父と同様に南部家預けになっている。
正保2年（1645年）に定められた盛岡藩の正月儀礼において、岸田右近は宮部兵蔵（岸田家同様、関ヶ原合戦後に南部家に預けられた宮部長熙の子）とともに、高知（盛岡藩の重臣家）と同格で参列することとされた。岸田右近は寛文元年（1662年）に嗣子なく没し、岸田家は断絶した。